# Unčovice (tvrz)
Tvrz v Unčovicích je dochovaná stavba drobné šlechty a patří k ojediněle zachovaným příkladům tohoto typu na Moravě. Z toho důvodu je chráněna jako kulturní památka České republiky. Nachází se přibližně 15 km severozápadně od Olomouce, v okrese Olomouc. Unčovice jsou dnes místní částí města Litovel, které leží asi 6 km dále na severozápad.

## Okolí obce a tvrze
Obec i tvrz leží v lužní krajině nedaleko řeky Moravy, na její pravobřežní straně u potoka Kobylník (přítoku Cholinka, která se vlévá do Moravy). Patří do kulturně-historického regionu Haná, jedné z hlavních středových oblastí Moravy. Unčovice se rozkládají mezi někdejším královským, dnes především krajským městem Olomoucí a městem Litovel. Region byl v minulosti rozdrobený mezi drobnou šlechtu, o čemž svědčí i množství okolních opevněných sídel – například Náklo (zaniklý hrad), Skrbeň (zachovalá tvrz), Cholina (částečně dochovaná tvrz, dnes fara), Dubčany (zaniklá tvrz), Senice na Hané (zaniklá tvrz) či Horka nad Moravou (zaniklý hrad). 

## Historie
Tvrz je poprvé připomínána v roce 1348 v majetku Judity z Vildenberka, která je považována také za její zakladatelku. Svatbou s Čeňkem z Ojvína připadla tvrz na dalších více než sto let rodu Ptáčků z Pirkštejna, jehož byl Čeněk z Ojvína zakladatelem. Syn Judity a Čeňka sice sídlil ve městě Rataje nad Sázavou, ale skrze svou matku vlastnil i rozsáhlá panství na Moravě. Majetek postupně přešel na jeho syna Ješka Ptáčka z Pirkštejna (1338–1390), vnuka Jana Ptáčka z Pirkštejna (1388–1419) a nakonec na jeho syna Hynka (asi 1404–1444), posledního majitele tvrze z rodu Ptáčků, kterého měl Jan se svou ženou Jitkou z Kunštátu a Poděbrad.
Hynek měl se svou ženou Annou z Hradce pouze dceru Markétu, a jeho rod tak po meči vymírá. Jeho dcera se provdala za Viktorína z Kunštátu, druhorozeného syna českého krále Jiřího z Poděbrad, a tvrz tak patrně přešla dědictvím na ně. Za jejich vlastnictví byla tvrz vypleněna uherskými vojsky během česko-uherských válek. Viktorín byl totiž velitelem královského vojska svého otce a jako takový se účastnil bitev s Matyášem Korvínem a jeho spojenci u Třebíče, Brna, Tovačova a dokonce i nedaleké Olomouce. Po smrti otce v roce 1471 se stal neutrálním, ale nakonec přistoupil na stranu Korvína proti Vladislavovi Jagellonskému. V té době se ovšem pohyboval převážně na svých panstvích ve Slezsku, které nakonec zdědila i jeho dcera, již měl s Markétou z Pirkštejna.
Zde se vlastnictví tvrze ztrácí a roku 1499 se objevuje v rukou Markéty z Vranova (Jediná známá osoba tohoto jména je dcerou Mikuláše Pillungova z rakouského Jilkova, kterému byl hrad Vranov odebrán Joštem Moravským roku 1406. Není tedy jasné, zda šlo o jeho vzdálenou příbuznou, nebo o zcela jinou osobu). Markéta a její vlastnictví tvrze jsou připomínány pouze v roce 1499, kdy tvrz prodala Haugvicům z Biskupic. V té době byla tvrz již obnovena, ale Hanuš Haugvic z Biskupic a jeho syn Václav ji do roku 1546 renesančně přestavěli. Téhož roku ji prodali městu Olomouc.
Během třicetileté války byla tvrz zpustošena švédskou armádou a ještě roku 1681 je uváděna jako pustá. Krátce poté ji však město Olomouc obnovilo a upravilo pro potřeby šenku a tančírny. Po roce 1850 byla tvrz znovu upravena, tentokrát na školu. Poslední známé využití představovala přestavba tvrze na bydlení a kanceláře. Olomouc tvrz ztratila povinným darováním místnímu JZD, které ji ve své transformované podobě jako Zemědělské družstvo Unčovice vlastní dodnes.

## Popis
Unčovická tvrz, poprvé připomínaná roku 1348, patrně vznikla jako opevnění typu motte – uměle navršený pahorek vejčitého tvaru (40 × 26 m) obklopený příkopem širokým přibližně 15 m. Na pahorku, chráněném palisádou, stávala patrová středověká obytná věž s oválným půdorysem, převážně dřevěné konstrukce.
Kolem poloviny 16. století byla tvrz přestavěna v goticko-renesančním slohu. Nová podoba zahrnovala pískovcové portály, klenuté stropy a podsklepenou jednopatrovou budovu (15 × 10,7 m) doplněnou věžičkou s vřetenovým schodištěm. Stavba se nachází na mírném pahorku na jihovýchodním konci obce a je obklopena kamennou zdí v nepravidelném oválu s bránou na jihozápadě, na severozápadě doplněnou hospodářským stavením.
Přízemí původně tvořily dvě místnosti; severní byla brzy rozdělena příčkou a zaklenuta výsečovými klenbami s hřebínky. V patře se dochoval arkýřový prevét a zbytky konzol druhého. Dřevěnou palisádu nahradila kamenná hradba, k níž byl později přistavěn druhý hradební okruh se dvěma baštami. Tvrz dnes představuje jeden z mála dochovaných příkladů tohoto typu staveb na Moravě.
Současná budova je patrně původní gotická stavba s pozdějšími renesančními úpravami. Linia původní hradby se dochovala v podobě zdi areálu, v místě brány se nachází dnešní vjezd. Při poslední velké přestavbě v 16. století tvrz přišla o své třetí, pravděpodobně dřevěné, patro. Postupně také zanikly obranné věže i druhý hradební okruh, přesto je pahorek i částečná linie příkopu dodnes dobře patrná.